# Ichneumon inops
Ichneumon inops là một loài tò vò trong họ Ichneumonidae.